# 61*
61* é um telefilme estadunidense de 2001, dirigido por Billy Crystal e produzido pela HBO Films. Sua estreia se deu em 28 de Abril de 2001.

## Elenco
- Barry Pepper - Roger Maris
- Thomas Jane - Mickey Mantle
- Anthony Michael Hall - Whitey Ford
- Richard Masur - Milt Kahn
- Bruce McGill - Ralph Houk
- Chris Bauer - Bob Cerv
- Jennifer Crystal - Pat Maris (1961)
- Christopher McDonald - Mel Allen
- Bob Gunton - Dan Topping
- Donald Moffat - Ford Frick
- Joe Grifasi - Phil Rizzuto
- Peter Jacobson - Artie Green
- Seymour Cassel - Sam Simon
- Robert Joy - Bob Fishel
- Michael Nouri - Joe DiMaggio
- Tom Candiotti - Hoyt Wilhelm
- E.E. Bell - Fan impersonating Babe Ruth
- Patricia Crowley - Pat Maris (1998)